# Brokgölen
Brokgölen är en sjö i Kinda kommun i Östergötland och ingår i Motala ströms huvudavrinningsområde. Sjön har en area på 0,11 kvadratkilometer och ligger 236,3 meter över havet.

## Delavrinningsområde
Brokgölen ingår i det delavrinningsområde (641416-148229) som SMHI kallar för Utloppet av Skirsjön. Medelhöjden är 206 meter över havet och ytan är 28,45 kvadratkilometer. Räknas de 3 avrinningsområdena uppströms in blir den ackumulerade arean 55,01 kvadratkilometer. Vattendraget som avvattnar avrinningsområdet har biflödesordning 3, vilket innebär att vattnet flödar genom totalt 3 vattendrag innan det når havet efter 254 kilometer. Avrinningsområdet består mestadels av skog (84 procent). Avrinningsområdet har 2,62 kvadratkilometer vattenytor vilket ger det en sjöprocent på 9,2 procent.